# Oriola
|  | Per a altres significats, vegeu «Oriola (desambiguació)». |

Oriola (en castellà i oficialment Orihuela) és un municipi situat al sud del País Valencià, capital de la comarca del Baix Segura i que limita amb la Regió de Múrcia. La meitat, si fa no fa, de la població es concentra al nucli urbà i la resta està molt dispersa per les més de vint pedanies dins el terme municipal.
L'agricultura a l'interior –cítrics i altres fruiters– i el sector terciari a la zona costanera –16 km de platges, afectades pel turisme massiu (amb Torrevella al nord) – i a la ciutat –amb un considerable patrimoni arquitectònic– són les claus d'una rica economia. La població del municipi s'ha gairebé duplicat des de l'any 2000 a causa de la ràpida urbanització a la zona costanera, amb una comunitat creixent de migrants del nord d'Europa, sobretot del Regne Unit.
El riu Segura configura el paisatge de l'extens terme que abasta des de la costa a una sèrie de serres interiors com ara la d'Oriola o la d'Orxell, que volten el nucli urbà. El paratge més conegut és el Palmerar de Sant Antoni, de possible procedència andalusina; hi ha rutes senderistes que interconnecten les pedanies passant per diferents cims.
El Segura concedeix una particular fesomia a la ciutat i és temut pels oriolans, ja que a pesar de portar normalment poca aigua, si plou riu amunt s'unfla i inunda la ciutat com ha ocorregut en almenys huit o nou ocasions des dels anys quaranta; de la seua riquesa monumental es pot dir que el nucli antic està declarat Conjunt Històric i que té més de vint temples actius.

## Geografia
És la capital històrica del Baix Segura i és una important zona de regadiu amb més de 50.000 hectàrees. Deu la seua riquesa a les aigües del Segura que fertilitzen l'horta oriolana. La ciutat ha sofert durant molts anys les crescudes devastadores d'este riu (1651, 1879, 1946, 1973, 1987) fet pel qual va haver de ser canalitzat i es van evitar moltes riuades fins 2016 que va tornar a desbordar-se a la ciutat.
Compta amb un interessant patrimoni històric i artístic: Catedral, Església de Santes Justa i Rufina, Església de Santiago, entre d'altres. La seua zona costanera és un important centre turístic al costat de Torrevella, el Pilar de la Foradada, Rojals i Guardamar del Segura.
La població es troba dispersa en les més de vint pedanies que es troben per l'enorme terme municipal, de 365,4 km², el segon més gran del País Valencià, i que són les següents: 
- Arneva, situada al contrafort de la Serra d'Orxell, amb 1.199 habitants,[1]
- Barba-roja,
- Racó de Bonança,
- L'Apareguda,
- L'Arenal,
- el Camí de Beniel (en castellà i oficialment, Camino de Beniel), també anomenat la Creu Coberta (per la seua església) —amb 817 habitants; és un camí molt transitat per corredors i ciclistes, ja que s'hi han fet algunes maratons.[2]
- el Camí Vell de Callosa, (en castellà i oficialment, Camino Viejo de Callosa) —amb 452 habitants.[3]
- La Campaneta,
- Oriola Costa (Punta Prima, La Sénia, Cap Roig, Devesa de Campoamor)
- Correnties Baixes,
- Correnties d’Enmig,
- Els Desemparats,
- L'Escorratell (en castellà i oficialment, El Escorratel) —amb 906 habitants,[4]
- Els Horts,
- Orxell,
- Mitja Llegua,
- el Molí de la Ciutat,
- Molins,
- El Mudament (en castellà i oficialment, El Mudamiento) —amb 455 habitants,[5]
- El Badén,
- La Murada,
- Les Sénies,
- La Matança,
- Sant Bartomeu d’Almisdrà
- Torremendo.
- Hi ha una pedania on es parla valencià i eixa és Barba-roja.

## Història

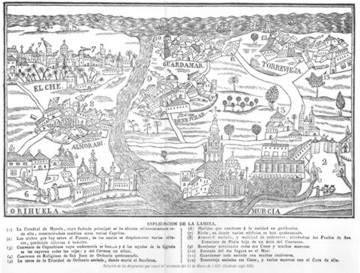
Antic gravat d'Oriola on apareix la ciutat i les seues pedanies

Escut medieval d'Oriola utilitzat entre 1304 i 1874

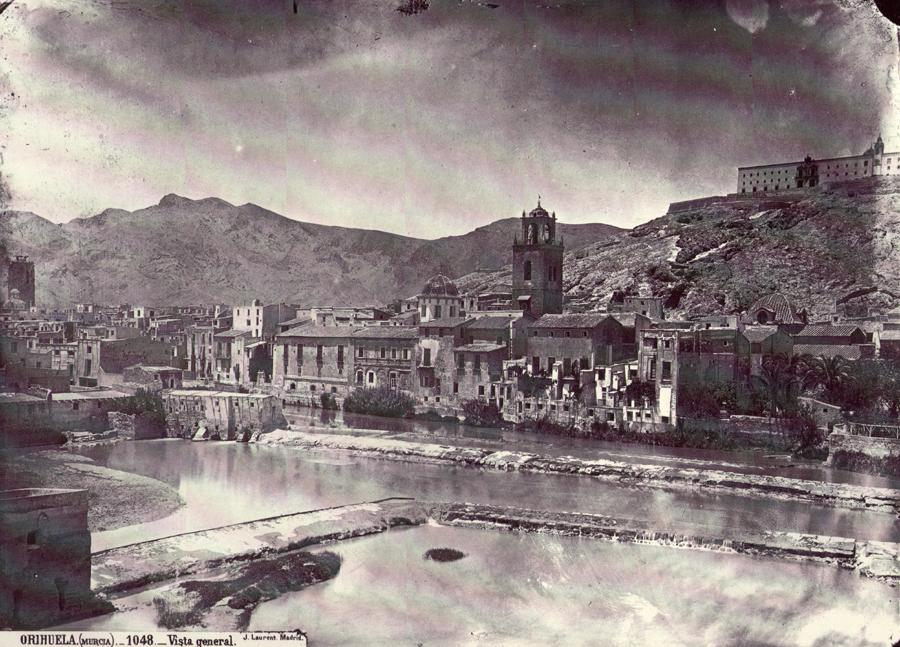
Vista general d'Oriola cap al 1870, en una fotografia de J. Laurent.

Lloc poblat des de temps remots, com demostra el jaciment dels Saladars on s'han trobat deixalles dels segles IX-IV aC.
La denominació més antiga que es coneix és l'atorgada per l'Imperi romà, denominació mantinguda pels visigots i estesa a la província de la qual era capital Oriola, denominant-se el governador de la mateixa el Comes Civitatis Aurariolam. Segons altres textos històrics, la ciutat va passar a anomenar-se Orcellis.
Fou capital de la província visigoda d'Auraiola (576), que abraçava les actuals comarques del sud valencianes i la Regió de Múrcia.
Després de la invasió musulmana, encara va romandre com a regne cristià, gràcies al Tractat de Teodomir d'abril (713) (Alacant, Albacete, Múrcia i comarques de Granada, Jaén i Almeria); es creu que fou la primera capital del regne de Todmir o teodomir; el 823 torna als musulmans i Múrcia, de nova fundació, li va començar a passar al davant i va esdevenir capital provincial. Després la història d'Uryula i de Múrcia és la mateixa. A mitjan segle IX fou atacada pels normands que van remuntar el riu Segura just fins Uryula. Va pertànyer al califat fins als primers anys del segle xi i després formà part de l'Emirat de Múrsiya. Els almoràvits governaren Uryula des de la conquesta en octubre de 1091 fins al 1145. Durant un temps breu fou centre d'un petit estat regit pel cadi Ahmad ibn aAbd al-Rahman ibn Ali ibn Asim. Després fou part d'un segon regne de Múrcia, el principal cap del qual fou Muhàmmad ibn Mardanix, l'únic que es va oposar amb cert èxit als almohades que van dominar Oriola després del 1172.
La decadència dels almohades, pressionats pels regnes cristians septentrionals, va propiciar que, cap a 1228 Muhàmmad ibn Yússuf al-Judhamí, un oficial de l'exèrcit regular, més conegut com a Ibn Hud, es rebel·lés a Ricote contra el governador almohade, rebent ràpidament l'adhesió dels valís d'Uryula, Dàniyya, Bairén, Xàtiva i Al-Yazirat Suquar, fent la khutba en nom del califa abàssida. El 1239 Ibn Hud va ser succeït a Múrcia per son fill Abu-Bakr ibn Hud, que el mateix any va ser destituït per Aziz ibn Khattab. A l'any següent va ocupar el tron el destronat Zayyan ibn Mardanix i durant el seu regnat algunes ciutats com ara Oriola, Cartagena, Mula i Llorca es van separar.
El 17 de juliol de 1242, i en virtut del Tractat d'Alcaraz, Oriola passà a l'infant Alfons de Castella; dues dècades més tard una revolta mudèjar va fer necessària una nova ocupació de la vila, protagonitzada en aquest cas per Jaume el Conqueridor, qui va tornar-la a Alfons X; poblada en un principi a Múrcia, similar al de Sevilla i Toledo, Oriola va ser incorporada al Regne de València per Jaume el Just, el 1304, en virtut de la Sentència Arbitral de Torrelles; a partir de llavors acull els furs valencians, imposa el català com a llengua cooficial junt amb l'àrab i obté representació a les Corts.
Durant l'etapa castellana, les seues terres foren ja objecte de successius repartiments entre pobladors catalans, aragonesos i castellans, que prosseguiren fins a 1314; durant la Guerra dels Dos Peres fou ocupada pel castellà Pere I el Cruel i estigué sota senyoriu de l'infant Ferran fins a la seua definitiva incorporació al Regne de València en 1375; el seu extens terme municipal comprenia, a més a més de tota l'actual comarca del Baix Segura, els de Favanella i Crevillent, malgrat que aquests últims es van segregar posteriorment; des d'aleshores Oriola fou erigida en capital politicoadministrativa de la demarcació meridional del Regne –que s'estenia des de Xixona fins a la frontera amb Múrcia en establir-se en ella la seu de la Batlia General– fins que el 1646 aquesta passà a Alacant –i de la Procuració General d'Enllà Xixona–, ofici que es va transformar, des del 1366, en portaveu de governador general, igualment independent de son homònim valencià.
En la centúria següent, Oriola, que en 1437 (11 de setembre) abastà el rang de ciutat, cosa que va modificar el seu tradicional règim municipal en virtut de la instauració del sistema d'insaculació (1445-1449), que facilitava el control del poder municipal per una oligarquia de cavallers i ciutadans honrats posseïdors de grans i valuosos patrimonis agraris, i fou seu de celebració de les Corts del Regne el 1488; el desequilibri sociopolític resultant d'eixe procés d'oligarquització i de les lluites de faccions urbanes tingué ocasió de manifestar-se, tot i que no fou l'única vegada, durant la Revolta de les Germanies (1520-1522), en formar-se un govern revolucionari que va declarar la seua adhesió a la revolta i que fou derrotat pel general Vélez que ocupà la ciutat; posteriorment encara reforçaria la seua capitalitat: en la qüestió eclesiàstica, amb l'erecció, el 1564, del Bisbat d'Oriola; i en la cultural, amb la creació, el 1610, de la Universitat d'Oriola; durant el segle xvi, la seua tradicional condició de frontera i la marcada empremta militar dels seus grups socials hegemònics perden protagonisme com a elements decisius de la configuració social, mentre que, sota el signe de l'expansió agrària i demogràfica que experimentà la comarca, s'impulsà el Procés rompedor.
Aprofitant eixa conjuntura alcista, que pel que fa a la població de la ciutat es reflecteix en els 9.800 habitants del 1592 enfront dels 5.700 del 1542 o els 7.500 del 1565 (utilitzant sempre l'índex del 4,25 sobre el nombre de cases), els poblets reialencs dependents d'Oriola intenten (Catral, 1604) o aconsegueixen (Callosa de Segura, 1579; Almoradí, 1583) la seua emancipació municipal; al llarg del segle xvii i gràcies a la proliferació de colonitzacions alfonsines, la ciutat continuarà perdent el control sobre una bona part del seu terme originari, en aquests casos en favor de la jurisdicció senyorial. Durant el segle xvii, l'expulsió dels moriscos afectà indirectament la ciutat, car alguns dels seus veïns contribuïren a omplir buits deixats pels expulsats en diversos senyorius del voltant; però, més que això, fou la ruïna de l'agricultura comercial i la incidència de les pestes del 1648 i 1678 les que feren dels sis-cents una centúria particularment dura i difícil, ja que la població urbana passà d'uns 10.000 habitants el 1609 a 7.100 el 1646 i al voltant de 6.000 cap al 1690; signe molt diferent presenta el següent, que comença amb la pèrdua dels furs i el saqueig de la ciutat, causada per l'adscripció del governador de la ciutat, marquès de Rafal, al bàndol austriacista i la seua enemistat amb el borbonista cardenal Belluga; en qualsevol cas, però, al municipi va cobrar impuls el procés d'expansió econòmica i demogràfica encetat dècades enrere, amb la repoblació feta pel polèmic Belluga amb colons murcians, la qual cosa acabà amb la parla catalana que, fins aleshores, s'hi conservava; com ho demostra que fins al 1702 el capítol catedralici escriu la seua documentació en valencià i castellà; el consell municipal adopta el castellà com a llengua oficial el 1707 i després ho fan els notaris; al llarg del segle s'anà consumant el procés de substitució lingüística del valencià pel castellà (en modalitat murciana), que és la llengua actual de la ciutat i de la comarca sencera, tret de la pedania de Barba-roja i del municipi de Guardamar del Segura. El final del segle el terme municipal continuava reduint-se a causa de noves segregacions (Catral, Pies Fundacions).
En les dècades que seguiren, la ciutat no fou aliena a la crisi del creixement agrari i de les estructures de l'Antic Règim, assolint gran arrelament el carlisme i les posicions polítiques reaccionàries, que també s'impregnaren en grups socials de baixa extracció social; en març de 1829 un terratrémol va fer estralls a la població afectant la majoria d'edificis i el castell; al llarg d'aquest segle i part del xx encara perduren i fins i tot s'accentuen el minifundisme i la concentració de la propietat de la terra com dues cares d'una moneda, al mateix temps que es manifesta la incapacitat per a impulsar un procés industrialitzador; mentrestant, la població augmenta lentament fins que s'intensifica la colonització del camp (que propiciarà noves segregacions municipals: Sant Miquel de Salines, Torrevella), l'arribada del regadiu ha transformat l'estructura econòmica de la ciutat, i de la comarca, que continua en expansió des dels cinquanta del segle passat.

## Demografia
| Evolució demogràfica (des de 1877) Censos de població | Evolució demogràfica (des de 1877) Censos de població | Evolució demogràfica (des de 1877) Censos de població |
| ----------------------------------------------------- | ----------------------------------------------------- | ----------------------------------------------------- |
|                                                       |                                                       |                                                       |
|                                                       |                                                       |                                                       |
|                                                       | Font: Institut Nacional d'Estadística                 |                                                       |

| Població | 53.478 | 56.129 | 61.018 | 67.731 | 68.778 | 75.009 | 77.979 | 80.468 | 84.626 | 86.164 | 87.113 | 88.714 | 90.087 | 91.260 |

Distribució de la població entre els nuclis del municipi:
| Entitat de població      | Habitants (2011) |
| ------------------------ | ---------------- |
| Oriola                   | 33.470           |
| Oriola Costa             | 30.487           |
| La Murada                | 3.261            |
| Sant Bartomeu d’Almisdrà | 2.503            |
| L'Apareguda              | 2.155            |
| Desemparats              | 2.142            |
| Torremendo               | 1.899            |
| Molins                   | 1.442            |
| Rincón de Bonanza        | 1.395            |
| La Campaneta             | 1.192            |
| Arneva                   | 1.185            |
| La Matança               | 1.095            |
| Orxell                   | 1.088            |
| Les Sénies               | 984              |
| Correnties d’Enmig       | 921              |
| Escorratell              | 906              |
| El Camí de Beniel        | 817              |
| El Mudament              | 485              |
| El Camí Vell de Callosa  | 471              |
| El Molí de la Ciutat     | 296              |
| Mitja Llegua             | 236              |
| Els Horts                | 113              |
| Barba-roja               | 107              |
| Correnties Baixes        | 64               |

## Política i govern

### Composició de la Corporació Municipal
El Ple de l'Ajuntament està format per 25 regidors. En les eleccions municipals de 26 de maig de 2019 foren elegits 9 regidors del Partit Popular (PP), 6 del Partit Socialista del País Valencià (PSPV-PSOE), 5 de Ciutadans - Partit de la Ciutadania (Cs), 3 de Cambiemos Orihuela-Claro-Unidas Podemos (UP) i 2 de Vox.
| Eleccions municipals de 28 de maig de 2023 - Oriola |                                           |                                     |                                     |         |         |          |
| Candidatura | Candidatura                               | Candidatura                         | Cap de llista                       | Vots    | Vots    | Regidors |
| | Partit Popular de la Comunitat Valenciana |                                     | José Vegara Durá                    | 11.703  | 39,04%  | 10 (+1)  |
| | Partit Socialista del País Valencià-PSOE  |                                     | Carolina Gracia Gómez               | 6.629   | 22,11%  | 6 ()     |
| | Vox                                       |                                     | Manuel Mestre Barea                 | 4.261   | 14,21%  | 4 (+2)   |
| | Ciutadans - Partit de la Ciutadania       |                                     | José Francisco Aix Egío             | 3.325   | 11,09%  | 3 (-2)   |
| | Cambiemos Orihuela-Acuerdo para ganar     |                                     | Carlos Bernabé Martínez             | 2.396   | 7,99%   | 2 (-1)   |
| | Altres candidatures                       |                                     |                                     | 1.662   | 5,55%   | 0 ()     |
| | Vots en blanc                             |                                     |                                     | 326     | 1,1%    |          |
| Total vots vàlids i regidors | Total vots vàlids i regidors              | Total vots vàlids i regidors        | Total vots vàlids i regidors        | 30.302  | 100 %   | 25       |
| | Vots nuls                                 | Vots nuls                           | Vots nuls                           | 334     | 0,01%   |          |
| Participació (vots vàlids més nuls) | Participació (vots vàlids més nuls)       | Participació (vots vàlids més nuls) | Participació (vots vàlids més nuls) | 30.636  | 65,3%** |          |
| Abstenció | Abstenció                                 | Abstenció                           | Abstenció                           | 16.292* | 34,7%** |          |
| Total cens electoral | Total cens electoral                      | Total cens electoral                | Total cens electoral                | 46.928* | 100 %** |          |
| Alcalde: José Vegara Durá(PP) (17/06/2023) Per ser la llista més votada, després de no haver obtingut majoria absoluta dels regidors (14 vots del PPCV (10) i VOX (4)) |                                           |                                     |                                     |         |         |          |
| Fonts: ARGOS Generalitat Valenciana (* No són vots sinó electors. ** Percentatge respecte del cens electoral.)                                                         |                                           |                                     |                                     |         |         |          |

### Eleccions municipals des de 1979
L'evolució en el repartiment dels regidors per partits polítics des de les eleccions municipals de 1979 és la següent:
| Històric de regidors a l'ajuntament d'Oriola |                 |      |      |      |      |      |      |      |      |      |      |      |
| Candidatura                                  | Candidatura     | 1979 | 1983 | 1987 | 1991 | 1995 | 1999 | 2003 | 2007 | 2011 | 2015 | 2019 |
|                                              | AP / PP         | 4    | 9    | 15   | 14   | 17   | 15   | 14   | 14   | 12   | 11   | 9    |
|                                              | PSPV-PSOE       | 5    | 9    | 4    | 6    | 7    | 5    | 4    | 7    | 6    | 8    | 6    |
|                                              | C's             |      |      |      |      |      |      |      |      |      | 3    | 5    |
|                                              | PCE / EUPV / UP | 2    | 0    | 1    | 0    | 1*   | 0    | 0    | 0    | 0    | 2*   | 3    |
|                                              | Vox             |      |      |      |      |      |      |      |      |      |      | 2    |
|                                              | FDEE            |      |      |      |      |      |      |      |      |      | 1    |      |
|                                              | CLR-CLARO       |      |      |      |      |      |      |      | 1    | 4    | 0    |      |
|                                              | EVPV            |      |      |      |      | *    |      | 1    | 3    | 3    | *    |      |
|                                              | CL              |      |      |      |      |      | 5    | 6    | 0    |      |      |      |
|                                              | CDS             |      | 7    | 1    | 1    |      |      |      |      |      |      |      |
|                                              | UCD             | 14   |      |      |      |      |      |      |      |      |      |      |
| Fonts: Ministeri de l'Interior               |                 |      |      |      |      |      |      |      |      |      |      |      |

### Alcaldes
Des de 2015 fins a l'any 2022 l'alcalde d'Oriola era Emilio Bascuñana Galiano del PPCV. Una moció de censura promoguda per tots els partits de l'oposició amb excepció de Vox el 25 d'abril de 2022 va donar l'alcaldia a la socialista Carolina Gracia Gómez.
| Període                       | Alcalde o alcaldessa                                           | Partit polític | Data de possessió     | Observacions        |
| ----------------------------- | -------------------------------------------------------------- | -------------- | --------------------- | ------------------- |
| 1979–1983                     | Francisco García Ortuño                                        | UCD            | 19/04/1979            | --                  |
| 1983–1987                     | Vicente Escudero Esquer                                        | PSPV           | 28/05/1983            | --                  |
| 1987–1991                     | Luis Fernando Cartagena Travesedo                              | AP             | 30/06/1987            | --                  |
| 1991–1995                     | Luis Fernando Cartagena Travesedo                              | PPCV           | 15/06/1991            | --                  |
| 1995–1999                     | Luis Fernando Cartagena Travesedo José Manuel Medina Cañizares | PPCV           | 17/06/1995 06/07/1995 | Incompatibilitat -- |
| 1999–2003                     | José Manuel Medina Cañizares                                   | PPCV           | 03/07/1999            | --                  |
| 2003–2007                     | José Manuel Medina Cañizares                                   | PPCV           | 14/06/2003            | --                  |
| 2007–2011                     | Mónica Lorente Ramón                                           | PPCV           | 16/06/2007            | --                  |
| 2011–2015                     | Monserrate Guillén Sáez                                        | ELPV           | 11/06/2011            | --                  |
| 2015–2019                     | Emilio Bascuñana Galiano                                       | PPCV           | 13/06/2015            | --                  |
| 2019-2023                     | Emilio Bascuñana Galiano Carolina Gracia Gómez                 | PPCV PSPV      | 26/05/2019 25/04/2022 | Moció de censura    |
| Des de 2023                   | José Vegara Durá                                               | PPCV           | 17/06/2023            | --                  |
| Fonts: Generalitat Valenciana |                                                                |                |                       |                     |

## Transports

### Ferrocarril
La ciutat és servida per l'Estació d'Oriola, inaugurat el 1886, amb connexions a les línies L-1 del Regional País Valencià i C-1 de Rodalies Alacant-Múrcia, a mig camí entre Elx i Múrcia. Els trens de llarga distància Talgo connecten la ciutat amb Barcelona-Sants, Cartagena, Montpeller-Saint Roch, Llorca Sutullena i Múrcia del Carmen.

## Patrimoni

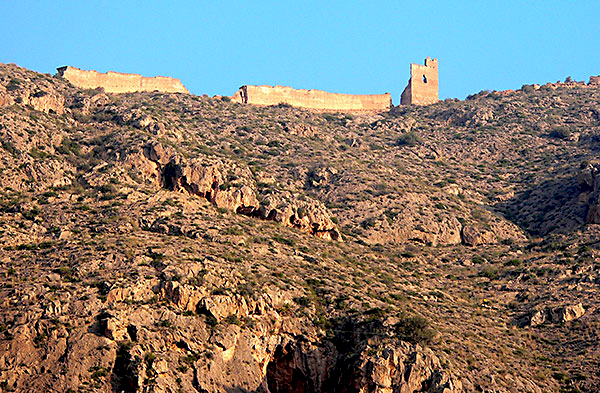
Restes del castell d'Oriola

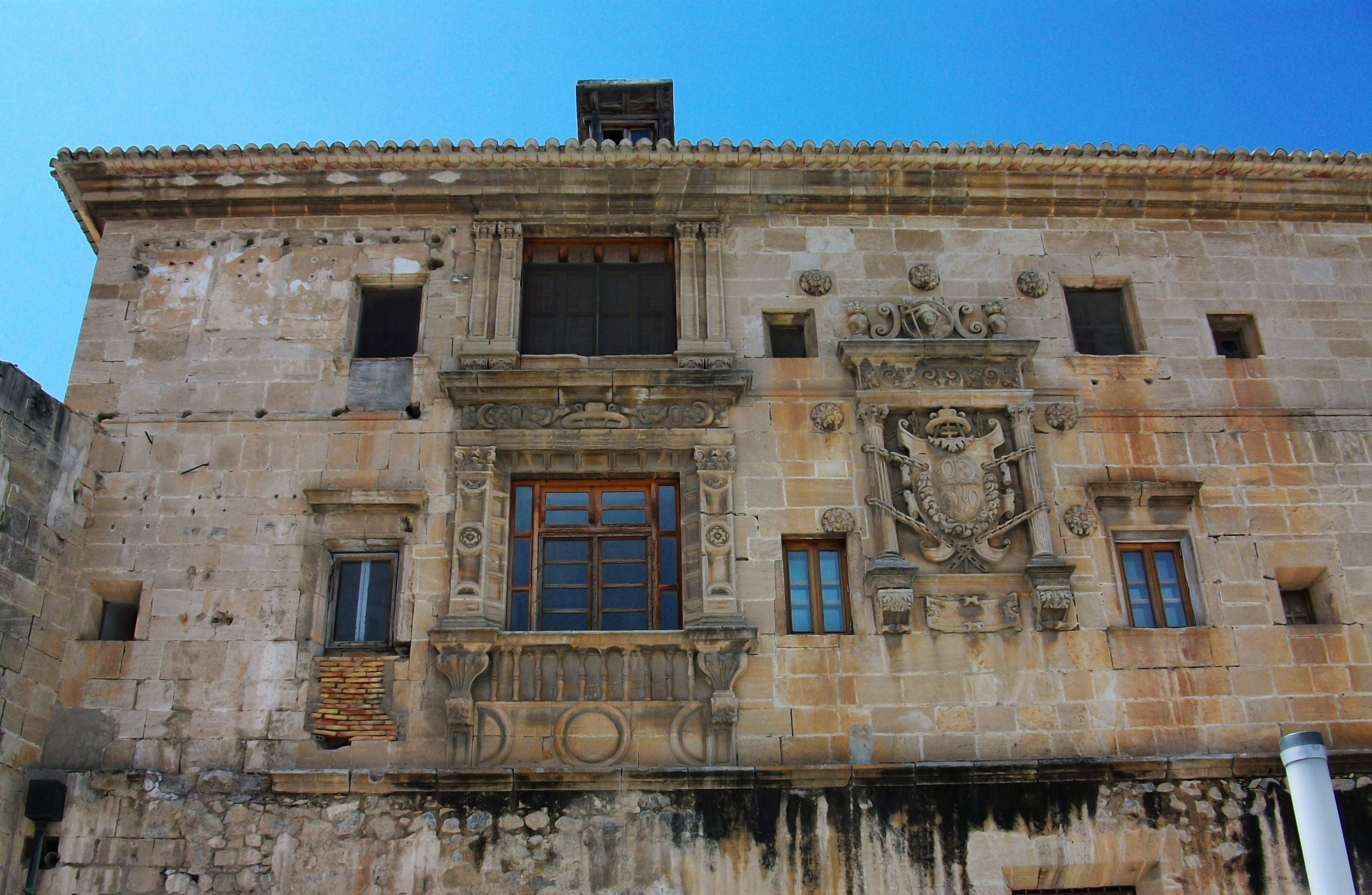
Col·legi de Sant Doménec. Porta de la Universitat.

### Oriola ciutat
- Centre històric. Va ser declarat Conjunt Històric-Artístic el 1969.

- Catedral d'Oriola. Edifici gòtic dels segles XIII al XVI, amb tres naus i girola, el seu creuer el va transformar Pere Comte a principis del segle xvi. Destaquen el seu conjunt de reixes gòtiques i renaixentistes, el cor de Joan Baptista Borja del s. XVIII, l'orgue del s. XVIII obra de Salanova, la Capella de la Comunió i la Capella del Roser. La catedral conté obres d'artistes importants com Diego Velázquez, Sánchez Coello, Ribera, Francisco Salzillo, Galarza, Sánchez Lozano, Matías Stommer, Vergara, Paolo de San Leocadio, etc.

- Castell d'Oriola: És al capdamunt del mont Sant Miquel, a pesar d'estar protegit sofreix una important degradació.

- Col·legi Sant Doménec: És un conjunt monumental, de més de 18.000 metres quadrats, on conviuen diversos estils com el gòtic, renaixement, barroc i rococó. Està compost per dos claustres, tres patis, un refectori, tres portades monumentals i l'església. Fundat pel cardenal Lloaces, la seua construcció s'inicià en el segle xvi i es finalitza al segle XVIII. Conserva obres d'Antoni de Villanueva, Pedro Camacho Felizes, Bartolomé Albert, Nicolau Borràs, etc. Fou la seu de la Universitat Literària, única durant tres segles en aquestes contrades.

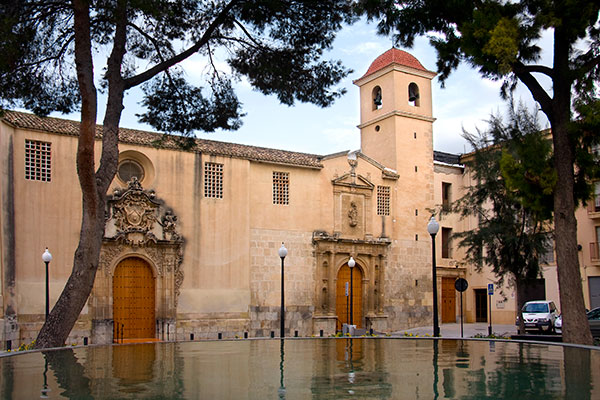
Església-Convent del Carme.

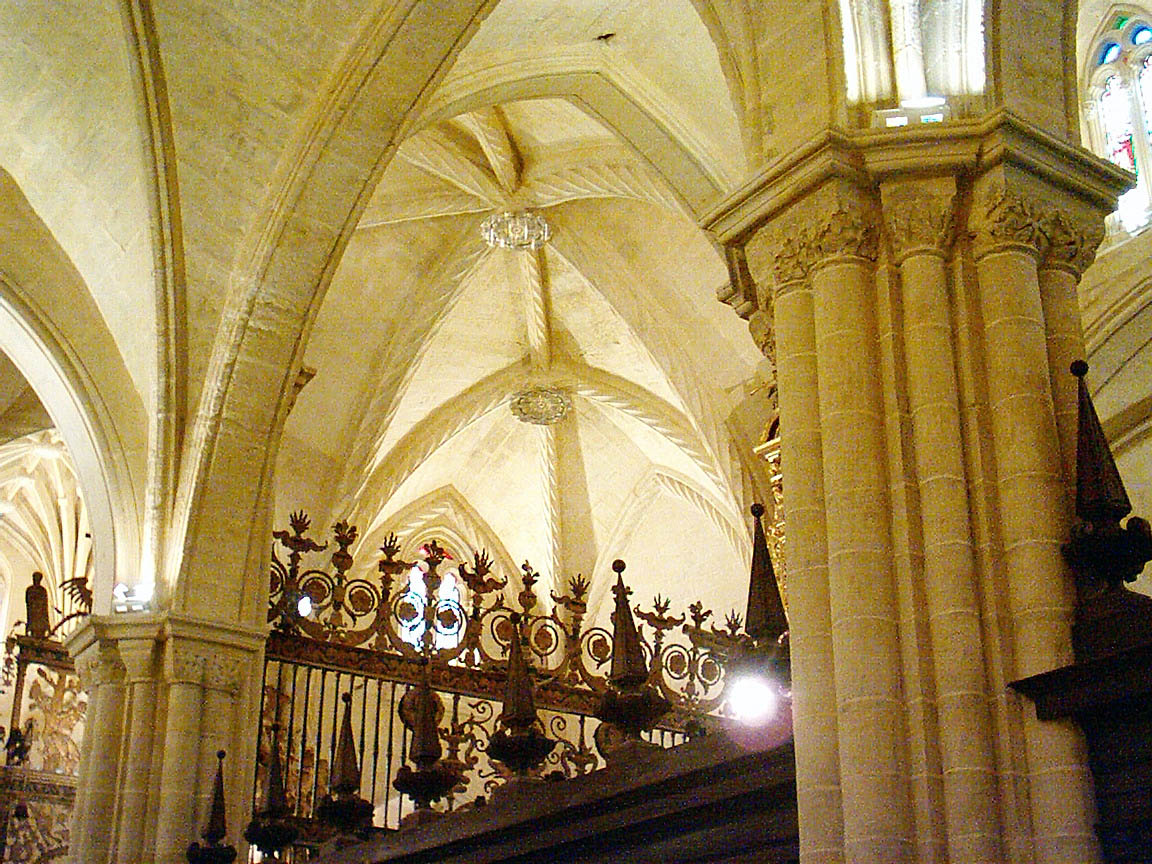
Interior de la Catedral d'Oriola.

- Església de Sant Justa i Santa Rufina. Església gòtica d'una sola nau, capelles entre els contraforts, una portada lateral renaixentista i portada principal barroca. Destaca el retaule de la capella de la Comunió i l'orgue neoclàssic. La Sagristia és obra de Jaume Bort.

- Església de Sant Jaume Apòstol. Església gòtica d'una sola nau, capelles entre els contraforts, una portada d'estil gòtic flamíger i capçalera renaixentista. Capella de la Comunió barroca. Destaca l'orgue barroc, obres de Francisco Salzillo, Josep Puchol i Joan de Joanes. Ací celebraren Corts els Reis Catòlics abans d'anar-se'n a la conquesta de Granada. Declarada BIC.

- Muralles d'Oriola. Al soterrani de l'Aulari de la Universitat Miguel Hernández se'n conserva un llenç amb quatre torres, i també es poden visitar uns banys àrabs, habitatges islàmics i restes gòtiques i barroques.

- Palau Episcopal. Palau barroc del segle xviii. Destaca el seu petit claustre barroc, l'escala coberta amb cúpula i la portada de la cúria. Era la residència del bisbe fins al seu trasllat a Alacant. És BIC.

- Ermita de Sant Antoni. Petita ermita del barri del mateix nom, és un d'un barroc tardà.

- Església del Carme. Situada a la plaça del seu mateix nom, es tracta d'una església barroca d'una sola nau, té dues portades laterals, està coberta amb volta de mig canó, recentment restaurada i cúpula al creuer. Conserva una imatge de la Mare de Déu del Carme obra de Francisco Salzillo, el cambril va ser restaurat l'any 2007.

- Església de Les Saleses i Monestir de la Visitació. Església neoclàssica amb una façana rematada amb un frontó tringular. A la façana es fa ús de marbres rojos, blancs i negres que produeixen un joc de colors. Al frontó que corona la façana estan els escuts de Carles Maria Isidre i la seua esposa, fundadors del monestir. Té una interessant col·lecció de quadres de temàtica religiosa de Vicent López i Sebastiano Conca, a més d'obres de Sánchez Lozano y de Santiago Baglietto. Va ser declarada BIC.

- Santuari de la Mare de Déu de Montserrat (o Monserrate). Temple barroc del segle xvii però amb restes d'origen gòtic, estil al qual se li va superposar el neoclàssic en la nau de l'església (s. XVIII). Al monestir s'hi conserva la imatge de la patrona de la ciutat (imatge moderna de José María Sánchez Lozano). L'ampliació del segle xviii va ser promoguda pel bisbe d'Oriola, D. Luis Elías Gómez de Terán. De tot el conjunt el més ressenyable és el retaule de la Capella Major (obra de Josep Puchol), el de la Capella del Hallazgo (obra d'Antonio Caro el Vell), pintures de Bartolomé Albert, Antoni de Villanueva, Galarza, Antonio Ruidavest, etc. Té un orgue neogòtic i una interessant col·lecció de tèxtils (segles xviii, XIX i XX).

- Monestir de Santa Anna. La seua construcció s'inicia el 1594, sent un convent de franciscans. És un edifici, ampli i desornamentat de tres plantes. Destaca el porxe d'accés, el refectori i el claustre i l'escala principal. L'església és barroca però amb molt poca ornamentació, que contrasta amb la capella del Jesús, més ornamentada. dins d'aquesta es conserva una imatge del Crist de l'agonia de Francisco Salzillo. El camarí de Nostre Pare Jesús està decorat per pintures murals del segle xviii d'Antoni de Villanueva.

- Monestir de Sant Joan Baptista de la Penitència. Edifici barroc amb una església del segle xvii dissenyada per Antoni de Villanueva, també barroca amb volta de canó i cúpula. Els frescs de l'església foren pintats en la seua majoria per Antoni Villanueva. A l'interior del Monestir es guarden obres de Salzillo, Esteve Bonet, del mateix Villanueva, etc. així mateix també destaca el conjunt de reixeries i el campanar.

- Reial Monestir de la Visitació de Santa Maria. Està situat al centre del nucli històric de la ciutat, sobre el marge esquerre del riu Segura. És un edifici de gran volum, l'impacte del qual en la silueta de la població és característic. És un edifici religiós d'estil neoclàssic i a l'interior acull una destacada col·lecció pictòrica del pintor de cambra Vicent López i Portaña.

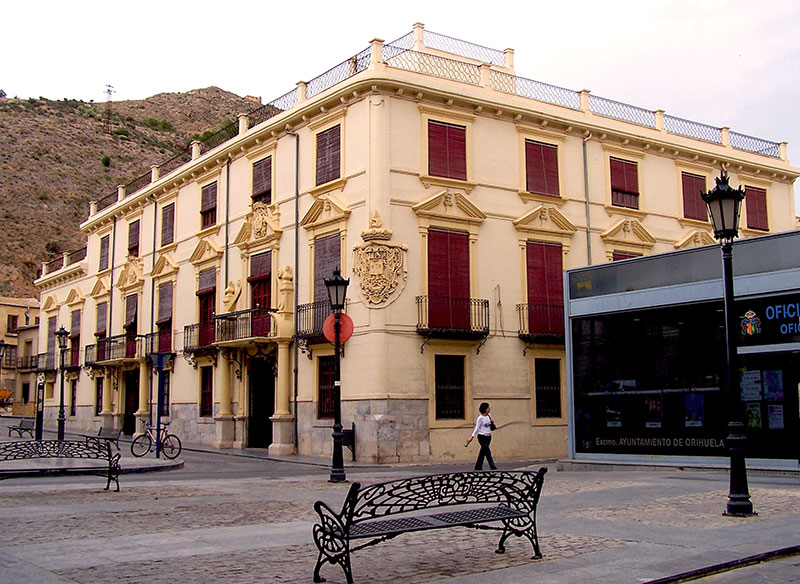
Palau del Marqués de Rafal.

- Palau del Comte de la Granja: barroc, amb una interessant portada. A la planta noble, conserva mobiliari, pintura, rellotges, destacant algunes, com les atribuïdes a Bassano i altres de Vicent López, Madrazo, Sánchez Lozano, etc. El disseny de la portada principal s'atribueix a Jaume Bort.

- Palau dels Comtes de Luna (Palau de Teodomir o dels Ducs de Béjar). Edifici barroc del s. XVIII amb una interessant cúpula amb frescos. Actualment és un hotel.

- Palau del Baró de la Linde. Edifici barroc del segle xviii.[12]

- Palau del Marqués d'Arneva. Palau barroc, amb una clara jerarquització de buits, en un dels seus laterals conserva l'escut de l'antic pòsit, i en un cantó l'escut del Marquès d'Arneva. Conserva interessants peces, destacant les de Joaquín Agrasot, l'ensenya de l'Oriol del segle xv i el llibre de privilegis d'Oriola. Actualment és la seu de l'ajuntament.

- Palau del Marqués de Rafal. Del segle xix i ampliat en el posterior, a l'interior conté interessants obres pictòriques entre els quals destaca José María Sánchez Lozano i un arxiu amb protocols notarials del segle xvii.

- Palau Portillo. Palau barroc del segle xviii.

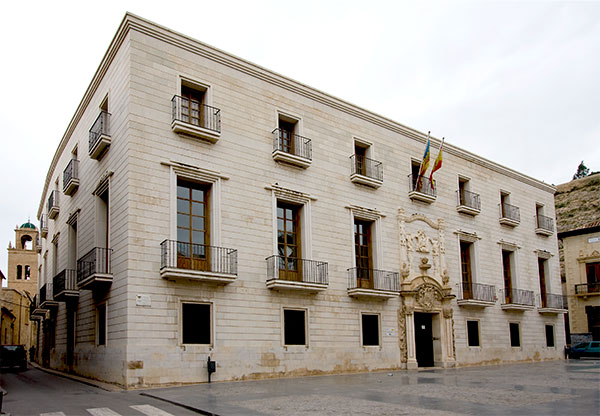
Palau del Comte de Pinohermoso.

- Palau de la Comtessa de Via Manuel. Edifici modernista del segle xx.

- Palau de Ruvalcaba. Edifici del segle xx que conté una important col·lecció de ceràmica (segles xviii, XIX i XX) i pictòrica (segles XVII, xviii i xix), també és destacable el mobiliari i els tapissos. Actualment, és una oficina de Turisme de la ciutat.

- Palau de D. Bernardino Roca de Togores. Edifici barroc però amb restes anteriors (gòtiques).

- Palau dels Roca de Togores, neogòtic del s. XIX.

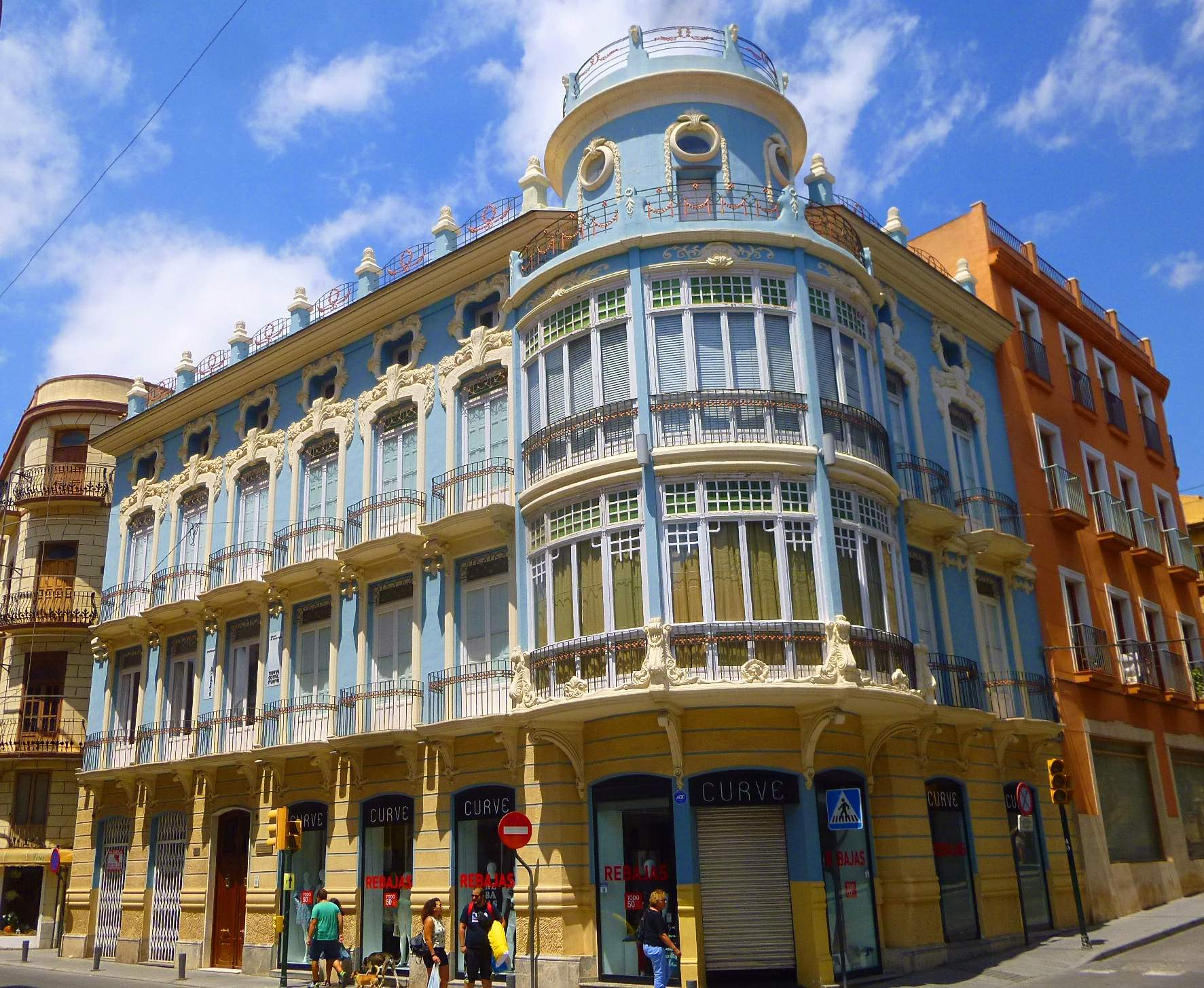
Casa Villaescusa, destacat edifici modernista

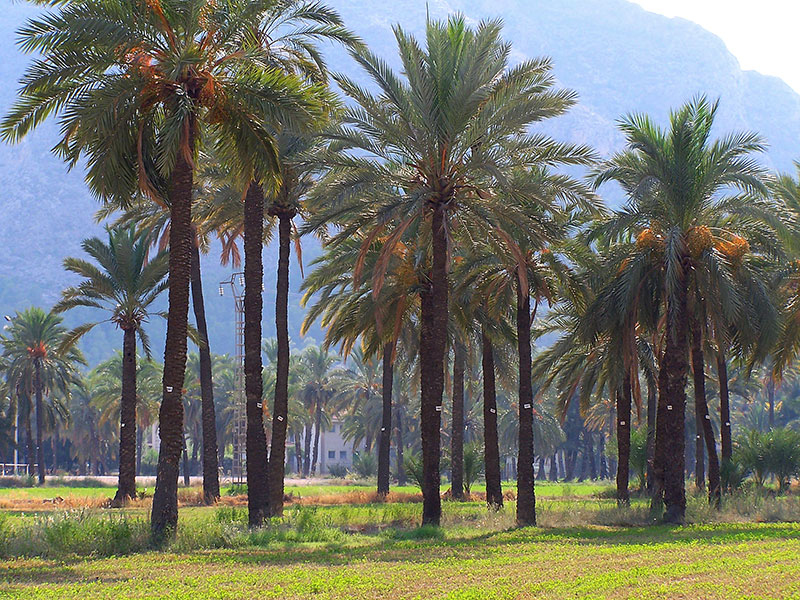
El Palmerar de Sant Antoni, el segon més gran d'Europa.

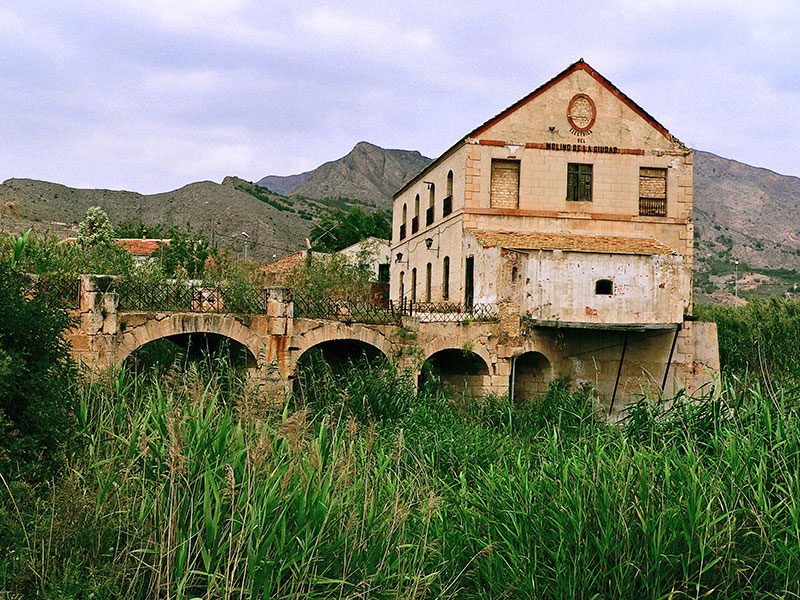
Molí de la Ciutat

- Palau del Comte de Pinohermoso. L'origen el té al segle xvi, però està totalment reformat. Destaca la façana principal i la sud. Ací tene la seu la Biblioteca Pública Fernando Loazes, l'Arxiu històric d'Oriola i l'Arxiu Municipal (on la majoria està escrit en valencià). També té una col·lecció de retrats (segles xvii i XVIII).

- Sant Sepulcre: Obra barroca del s. XVII

- Seminari Diocesà de Sant Miquel. La seua construcció s'inicià a mitjan segle XVIII, però es feren ampliacions fins al XIX. La portada d'accés consta de tres cossos i està decorada amb motius heràldics i escenes de la Puríssima, Sant Miquel, i el Sagrat Cor de Jesús. Conté una gran biblioteca. El seu ús és el de formar sacerdots, a excepció de l'últim curs que s'estudia a Alacant.

- Torre Casa Casinello. Forma part de les restes de la muralla de la ciutat.

- Torre d'en Vergonyes. Torre de planta hexagonal, obra de tàpia de morter de calç i arena que inclou grava i pedra calcària de distintes mides, el seu origen seria almohades. Declarada BIC.

- Torres de Montserrat. Restes arqueològiques de la muralla de la ciutat. Es tracta de dues torres situades tocant al Santuari de la Mare de Déu de Montserrat.

- Conjunt Severino Ballesta. Conjunt de tres edificis modernistes dissenyats per Severino Ballesta entre 1920 i 1930.

- Casa Villaescusa. Edifici residencial d'estil modernista valencià construït l'any 1915, projectat per l'arquitecte oriolà Severiano Sánchez Ballesta.

- Casa Casinello. Edifici del segle xix, ocupat per la Regidoria de Joventut.

- Palauet dels Mejías. Edifici del segle xix amb una façana interessant.

- Palauet dels Rebaglieto. Edifici neoclàssic del s. XIX.

- Plaça de Bous. De 1905, substitueix a una anterior que es localitzava al desamortitzat convent de Sant Agustí.

- Llotja municipal. Edifici d'estructura metàl·lica de principis del xx. Severino Ballesta el dissenyà dins les reformes modernistes dels anys 20 i 30. Actualment, s'ha restaurat i s'hi ha ubicat el Conservatori Professional de Música "Baríton Pedro Terol".

- Palmerar de Sant Antoni. Declarat BIC i Lloc d'Interés Comunitari (LIC). El Palmerar ocupa una superfície semicircular i el seu origen segurament és islàmic.

### Patrimoni fora del nucli urbà
- Els Saladars (Los Saladares). Important jaciment arqueològic, situat al vessant d'un petit turó a la pedania de Desemparados. Cronològicament, abasta del IX al IV aC és bé d'interés cultural (BIC).

- Torre de Cap Roig. Torre de guaita construïda per a prevenir els atacs dels pirates. De forma cilíndrica i base en talús, sobre el qual se situa la porta d'accés i nombroses finestres. Està declarada bé d'interés cultural (BIC).

- Molí de la ciutat. Construït entre 1902 i 1905, possiblement sobre un altre del segle xviii, del qual es conserva l'assut.

- Mollons del Regne, anomenats Pinotxos. Monòlits de roca manats a construir pel rei Ferran el catòlic per a marcar la frontera entre el regne de Múrcia (Regne de Castella) i el Regne de València. Els que es poden veure actualment són una rèplica del segle xviii encarregats per Carles III.

- Nòries bessones. Nòries i assut islàmic situades a Desemparats, l'obra actual, però, és del segle xviii.

## Cultura i tradicions

Fins al mig del Oriola era valencianoparlant, i el valencià va representar successivament un substrat, adstrat, puix superstrat important del seu dialecte del castellà.

El cronista valencià Martí Viciana confirma que s'hi parlava català fins al segle xvii : En Orihuela y su tierra se ha guardado la lengua catalana, porque en tiempo de la conquista se pobló la tierra más de catalanes que de otras naciones, de los cuales heredaron la lengua, corazón, manos y obras. Ho abona Cristòfor Despuig als seus Col·loquis de la insigne ciutat de Tortosa (1557) escrigué que La llengua catalana se restà i estengué per tot lo Regne, com per avui se parla d'Oriola fins a Traiguera.
La cuina oriolana incorpora els productes de la seua horta: putxero amb pilotes, arròs amb crosta, paella, guisat de titot; el peix de la seua costa; embotits i salaures i, com a poble àrab, una extensa varietat de dolços: pastissos de glòria, xatos, valarinos, almoixàvenes, etc.
De les activitats festives podem destacar els Moros i Cristians, la Setmana Santa, declarada d'Interès Turístic Nacional i la Fira de Ramat, concedida per Reial decret d'Alfons el Savi.

## Esports

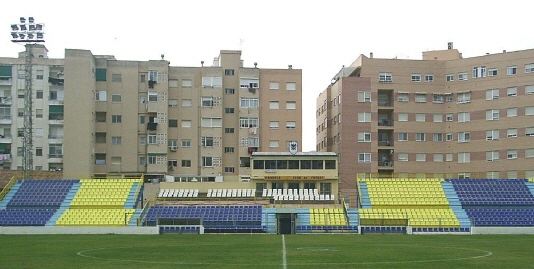
Estadi Los Arcos, on juga els seus partits l'Orihuela CF.

A la ciutat existeixen les instal·lacions esportives del Poliesportiu Municipal (situat al palmerar oriolà) i altres situats a les pedanies.
Oriola té clubs com l'Orihuela CF i el CD Unión Ciudad de Orihuela pel que fa al futbol, l'Orihuela Club de Rugby i altres equips en bàsquet, voleibol, tennis i altres esports.

### Clubs oriolans
- L'Orihuela CF juga a la Segona Divisió B d'Espanya i el seu camp és Estadi Los Arcos. El club actual és el resultat de diverses fusions entre altres clubs i el relleu del desaparegut Orihuela Deportiva (que arribà a quedar cinqué a la Segona Divisió. La seua filial, l'Orihuela Club de Fútbol B milita a la Regional Preferent del País Valencià.

- El CD Unión Ciudad de Orihuela juga a primera regional i el seu camp de futbol és el de les Españetas.

Cada pedania té els seus propis equips i campionats. Cada quatre anys se celebren els Jocs Esportius a manera d'Olimpíades entre les pedanies.

## Personatges destacats
- Ferran de Lloaces i Peres (Oriola, 1498 - València, 1568), eclesiàstic valencià, va exercir diversos càrrecs eclesiàstics (bisbe, arquebisbe i patriarca) i civils (president de la Generalitat de Catalunya), i va impulsar la creació del Bisbat d'Oriola.
- Joan Genís Peres (Oriola, c.1548 - 1600), compositor i músic del Renaixement, autor d'una part del Misteri d'Elx.
- Joan Bonet de Paredes (Oriola, 1647 - 1710), compositor i religiós.
- Trinidad Huerta Caturla (Oriola, 1804 - París, 1875), guitarrista.
- José Rogel Soriano (Oriola, 1829 – Cartagena, 1901), compositor de sarsuela.
- Joaquín Agrasot Juan (Oriola, 1836 - València, 1919), pintor dels segles XIX i XX.
- Trinitario Ruiz Capdepón (Oriola, 1836 - Madrid, 1911), polític i advocat, va ser ministre del Govern espanyol en diverses etapes.
- Miguel Hernández (Oriola, 1910 - Alacant, 1942), poeta i dramaturg, un dels més representatius de la poesia en castellà de la primera meitat del segle xx.
- José Ángel Ezcurra Carrillo (Oriola, 1921 - Madrid, 2010), periodista i editor, fundador de la revista Triunfo que en els anys seixanta i setanta fou dels símbols de la resistència intel·lectual al franquisme.
- Bernardo Ruiz Navarrete (Oriola, 1925), ciclista professional entre 1945 i 1958.
- Manuel Murcia i Ros (Oriola, 1942 - Barcelona, 1982), treballador del metall i sindicalista, destacat líder obrer durant el franquisme a Barcelona.
- Pepa Aniorte (Oriola, 1973), actriu.
- Carolina Pascual Gracia (Oriola, 1976), gimnasta rítmica que va ser medalla de plata en els Jocs Olímpics de Barcelona de 1992.
- Isabel Pagán Navarro (Oriola, 1986), gimnasta rítmica olímpica.